# Municipio de Lutsen
El municipio de Lutsen (en inglés: Lutsen Township) es un municipio ubicado en el condado de Cook en el estado estadounidense de Minnesota. En el año 2010 tenía una población de 415 habitantes y una densidad poblacional de 1,52 personas por km².

## Geografía
El municipio de Lutsen se encuentra ubicado en las coordenadas 47°47′16″N 90°42′20″O / 47.78778, -90.70556. Según la Oficina del Censo de los Estados Unidos, el municipio tiene una superficie total de 273.89 km², de la cual 253,52 km² corresponden a tierra firme y (7,44 %) 20,37 km² es agua.

## Demografía
Según el censo de 2010, había 415 personas residiendo en el municipio de Lutsen. La densidad de población era de 1,52 hab./km². De los 415 habitantes, el municipio de Lutsen estaba compuesto por el 97,11 % blancos, el 0,24 % eran afroamericanos, el 1,2 % eran amerindios, el 0,48 % eran asiáticos y el 0,96 % eran de una mezcla de razas. Del total de la población el 0,48 % eran hispanos o latinos de cualquier raza.